# 岩成政和
岩成 政和（いわなり まさかず、1963年3月 - ）は、日本の鉄道研究家、鉄道評論家、地方公務員（東京都交通局・水道局）、日本鉄道運転協会会員、鉄道史学会会員。
岡山県岡山市出身。東京都練馬区在住。

## 略歴
1963年3月、岡山県岡山市で生まれる。高校卒業後に東京へと転居し中央大学に入学。
1985年同大学法学部を卒業し、当時は丸の内にあった東京都庁舎内にある東京都交通局に入局。配属先は都庁内の勤務で、高速電車部運転課（現・電車部運転課）に所属となった。
その後交通局から人事異動となったが、水道局の副参事を務めたこともあった。現在も東京都職員である。2010年代前半頃には東京メトロポリタンテレビジョンの営業担当に出向したり、2018年4月から数年間東京臨海高速鉄道営業課長として出向し、コミックマーケット輸送の現場にも従事した。
鉄道史学会の会員であることもあり、鉄道の歴史（食堂車の歴史など）を主な得意分野としているが、その他にも職業柄、東京都交通局に関する書籍を執筆したり、各鉄道雑誌に記事を寄稿している。
放送番組への出演歴もあり、NHKラジオの『ビュフェ131』、『つながるラジオ 金曜旅倶楽部』にゲスト出演し、2013年にはテレビ朝日『夏目☆記念日』にもゲスト出演している。
2014年現在では執筆や寄稿以外にも、自ら講演も行うなど、鉄道研究家として精力的な活動を行っている。

## 主な著書
- 通勤電車もの知り大百科-よく見れば個性あふれる通勤電車を丸ごと解明する!!（2003年、改訂版2009年）
- ローカル線全ガイド 西日本（1986年）
- 食堂車バンザイ! 国鉄食堂車の繁盛記（2016年、イカロス出版）
- 国鉄DD13形ディーゼル機関車（上中下3巻、2017年、ネコ・パブリッシング）

その他、数冊の自著と複数の書籍や『鉄道ジャーナル』『鉄道ピクトリアル』誌などに寄稿している。

## 主なメディア出演
- NHKラジオ第1放送 『ラジオ深夜便』 - 2010年11月22日 - 25日の4夜連続出演[7]。